# Dos Palos
Dos Palos ist eine Stadt im Merced County im US-Bundesstaat Kalifornien mit 5798 Einwohnern (Stand: 2020). Bei einer Fläche von 3,9 km² liegt die Bevölkerungsdichte bei 1187,1/km².

## Geschichte
Während einer seiner Expeditionen berichtete Forscher Gabriel Moraga über zwei Pappeln, die er "Dos Palos" nannte. Die "Rancho Sanjon de Santa Rita" mexikanische Landzuteilung zitiert "Los Dos Palos" oder "Die zwei Bäume" als eine Grenzmarkierung. 1891 begann Rinderfarmkönig Henry Miller eine kleine Stadt in der Nähe zu entwickeln. Es wurde "Dos Palos Colony" benannt, aber sie sprachen es mit ihrem Elsässischen Deutschen Akzent als "Dahce Palace" aus. Diese Aussprache blieb für hundert Jahre bis eine Wiederbelebung der spanischen Aussprache. Bernhard Marks brachte vierzig Pionier-Familien aus Iowa und Nebraska nach dem Westen. Marks überzeugte Miller um eine andere Stadt zwei Meilen entfernt, auf zur Landwirtschaft ungeeignetes Land zu gründen. Einige der Ansiedler zogen um. Diese neue Stadt wurde Colony Center benannt. 1906 wurde Dos Palos Colony in South Dos Palos umbenannt, und Colony Center wurde in Dos Palos umbenannt. Das Postamt wurde kurz falsch als "Dospalos" buchstabiert, aber es wurde in einem Jahr geändert. Um ein Dutzend der ursprünglichen Familien der Siedlung wohnen immer noch vor Ort.
1935 wurde Dos Palos registriert.

## Persönlichkeiten
- Tony Coelho (* 1942), der Politiker ging in Dos Palos zur Schule
- Myron Joseph Cotta (* 1953), römisch-katholischer Bischof von Stockton